# Cień (baśń)
Cień (duń. Skyggen) – baśń literacka autorstwa Hansa Christiana Andersena, wydana po raz pierwszy w 1847 roku.

## Historia
Trzy dekady przed publikacją baśni Cień Adelbert von Chamisso, francuski arystokrata żyjący na wygnaniu, opublikował opowiadanie Peter Schlemihls wundersame Geschichte o człowieku, który sprzedaje swój cień diabłu w zamian za sakiewkę, która nigdy się nie opróżnia. Życie bez cienia doprowadziło do jego odrzucenia przez społeczeństwo i wewnętrznych zmagań. Młody uczony, protagonista baśni Andersena, stwierdza, że zna opowiadanie o „człowieku bez cienia”. Pisarz zainspirował się opowiadaniem Chamisso. Andersen rozwinął jednak motyw „człowieka bez cienia” w unikalny sposób, co pozwoliło mu na eksplorowanie tematów tożsamości, ambicji i relacji międzyludzkich. W obu utworach cień może być interpretowany jako symbol duszy lub tożsamości. Cień może być również autobiograficzną refleksją Andersena nad jego własnymi doświadczeniami. Postać Petera Schlemihla była literacką inspiracją dla Andersena. W taki sposób tworzy się bogata sieć odniesień w literaturze. Opowiadanie Andersena wywarło wpływ na powieść Oscara Wilde’a Rybak i jego dusza (ang. The Fisherman and His Soul).
Cień został opublikowany po raz pierwszy 6 kwietnia 1847 roku w zbiorze Nowe przygody. Tom drugi. Pierwsza kolekcja. 1847 (duń. Nye Eventyr. Andet Bind. Første Samling. 1847) razem z Sąsiadami, Starą latarnią, Igłą do cerowania i Małym Tukiem. Baśń została ponownie wydana w grudniu 1847 roku w zbiorze „Życzenia bożonarodzeniowe dla moich angielskich przyjaciół” (ang. A Christmas Greeting to my English Friends), ponownie 18 grudnia 1849 roku w zbiorze „Baśnie. 1850” (duń. Eventyr. 1850) oraz 30 marca 1863 roku jako jedno z opowiadań w wyborze „Bajki i opowieści. Tom drugi. 1863” (duń. Eventyr og Historier. Andet Bind. 1863).

## Fabuła
W gorących krajach słońce pali tak mocno, że skóra ludzka staje się ciemna jak u Murzynów. Młody uczony z północy udaje się do takiego kraju, aby studiować i pisać o nim. Jest zmuszony do przebywania w pomieszczeniach w ciągu dnia, aby uniknąć upału. Pewnego wieczoru siedzi na balkonie z lampą za sobą i zauważa swój cień na balkonie po przeciwnej stronie. Bawiąc się tym widokiem, zauważa, że jego cień wygląda, jakby stał na głowie, podczas gdy on siedzi. Kładzie się spać, nie przywiązując do tego wagi. Uczony poleca cieniowi odejść i sprawdzić, kto mieszka naprzeciwko. Następnego ranka, sprawdzając sąsiedni balkon, stwierdza, że nie ma cienia. Zdziwiony, ale niezbyt zmartwiony, kontynuuje swoje życie, a nowy cień powoli się formuje.
Kilka lat później uczony znajduje się z powrotem w ojczystym kraju. Jest teraz znanym pisarzem. Składa mu wizytę mężczyzna, który twierdzi, że jest jego dawnym cieniem. Cień w ludzkiej formie, ubrany elegancko, mówi o swych podróżach i przygodach. Uczony jest zdumiony, ale również ciekawy. Cień wyjaśnia, że posiada teraz całkowitą niezależność i żyje własnym życiem, nawet zdobywa wykształcenie. Uczony zostaje biednym i choruje. Cień oferuje zabranie uczonego w podróż do miejsca, gdzie może odzyskać animusz i zdrowie. Wdzięczny uczony przyjmuje ofertę i wyruszają razem. W mieście, które odwiedzają, cień jest dobrze znany i szanowany jako człowiek wielkiej wiedzy. Uczony jest przedstawiany jako towarzysz lub sługa cienia, co go dezorientuje. Zapraszają ich na spotkanie z księżniczką, znaną z mądrości i umiejętności widzenia przez złudzenia. Księżniczka jest oczarowana intelektem i dowcipem cienia, nieświadoma, że wszystko to jest zaczerpnięte z prac uczonego.
Cień decyduje się zalecać do księżniczki i ostatecznie się jej oświadcza. Księżniczka przyjmuje oświadczyny, widząc w cieniu człowieka „o substancji i głębi”. Jednak cień obawia się, że uczony może ujawnić jego prawdziwą naturę, więc knuje, aby go uciszyć. Przekonuje księżniczkę, że uczony jest niestabilny i potrzebuje być zamknięty dla jego własnego dobra. Księżniczka, ufając cieniowi, zgadza się, i uczony zostaje uwięziony. W więzieniu uczony żałuje swojego losu i próbuje zapisać swoją historię, ale nigdy nie jest ona widziana przez nikogo. Tymczasem odbywa się wesele z wielką pompą i ceremonią. Miasto świętuje nowego króla i królową, nieświadome niesprawiedliwości wyrządzonej prawdziwemu uczonemu. Historia kończy się tym, że więzienie jest puste, nikt nie wie, gdzie uczony został pochowany, ani co się z nim stało. Tak więc cień żyje dalej jako król, całkowicie przejmując tożsamość i życie swojego byłego pana.

## Polskie wydania (wybrane)
- 1892 – Cień: tłum. anonimowe, Bajki i opowiadania, Warszawa.
- 1899 – Cień – przekład Cecylii Niewiadomskiej.
- 1956 – Cień: Stefania Beylin (tłum.), Jarosław Iwaszkiewicz (tłum.), Stanisław Sawicki (tłum.): Baśnie. Warszawa: Państwowy Instytut Wydawniczy. Brak numerów stron w książce
- 2006 – Cień: Bogusława Sochańska (tłum.): Baśnie i opowieści. T. I: 1830–1850. Poznań: Media Rodzina, 2006, s. 407–417. ISBN 978-83-7278-194-9. (z języka duńskiego)

## Galeria

Ilustracje baśni Cień
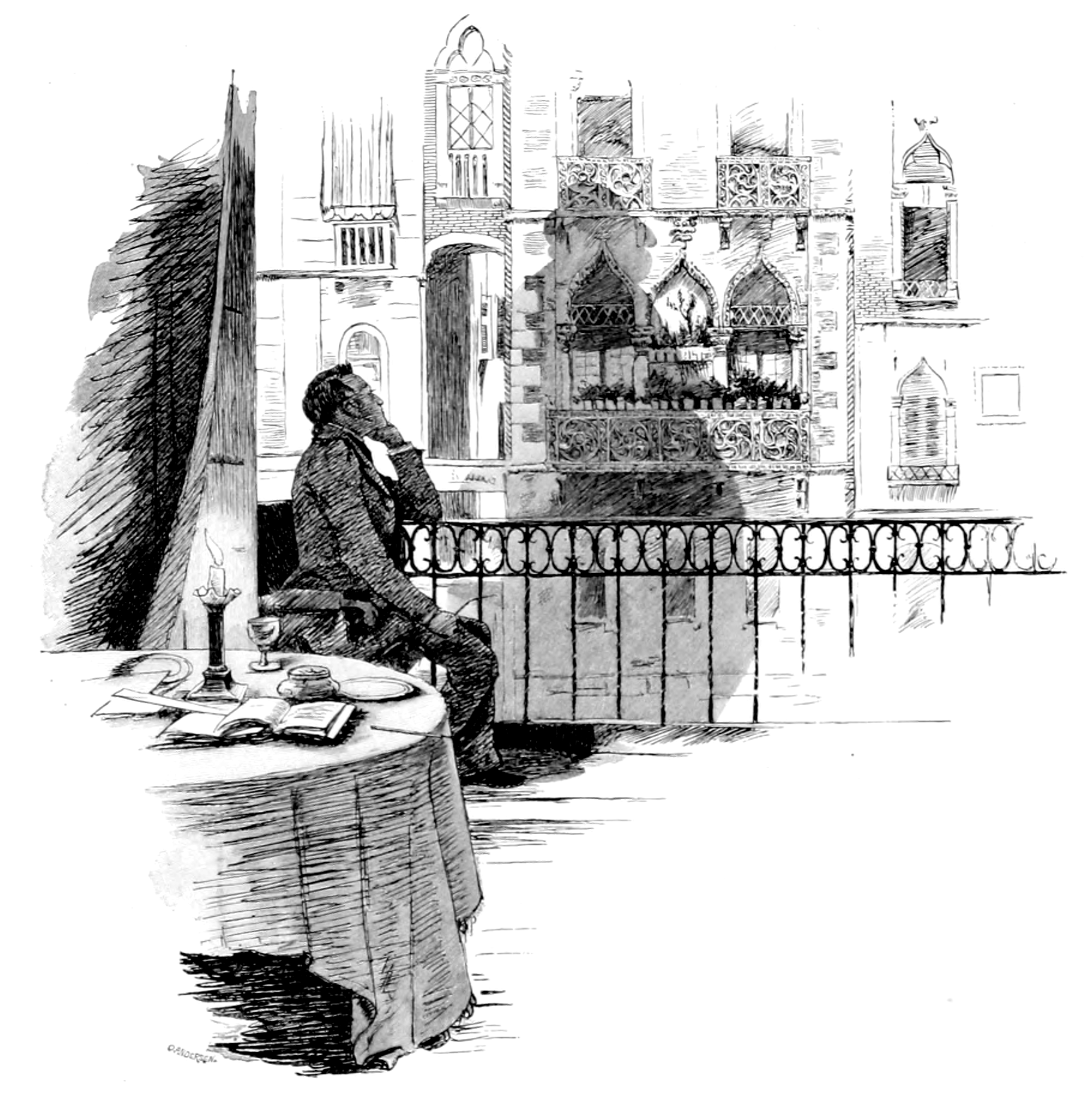
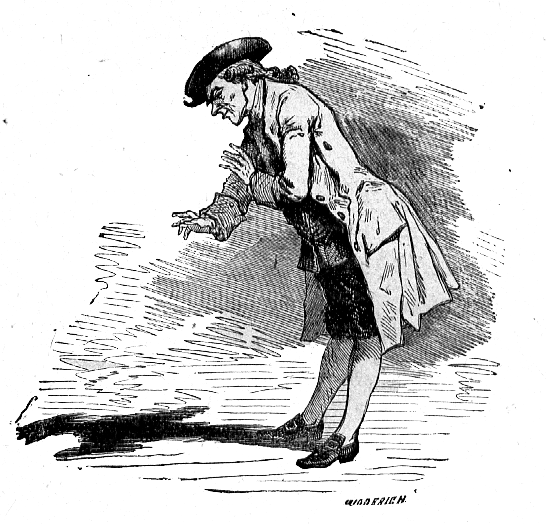
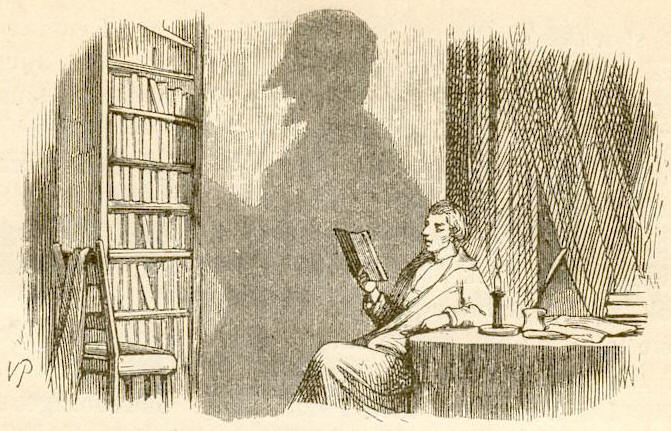
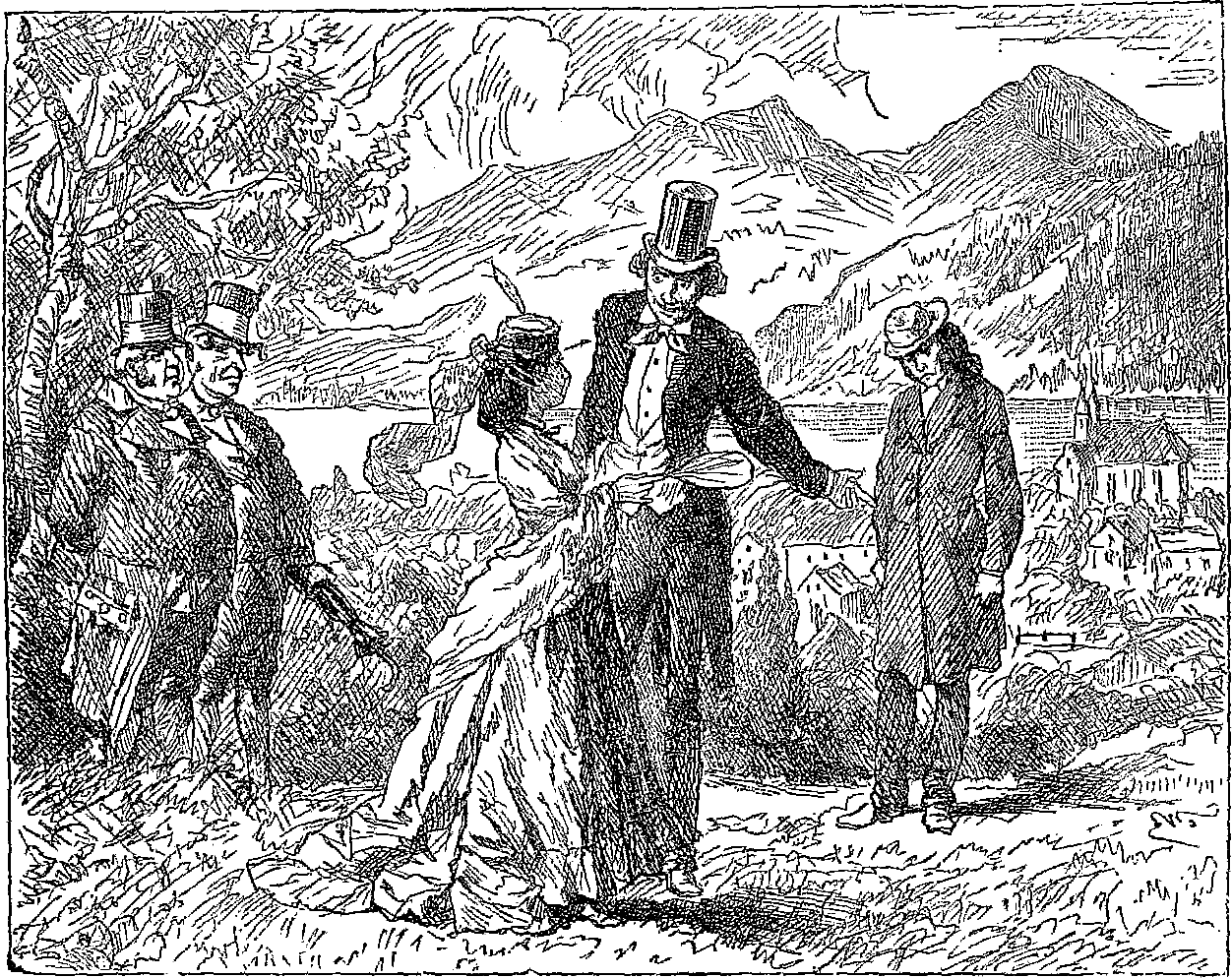
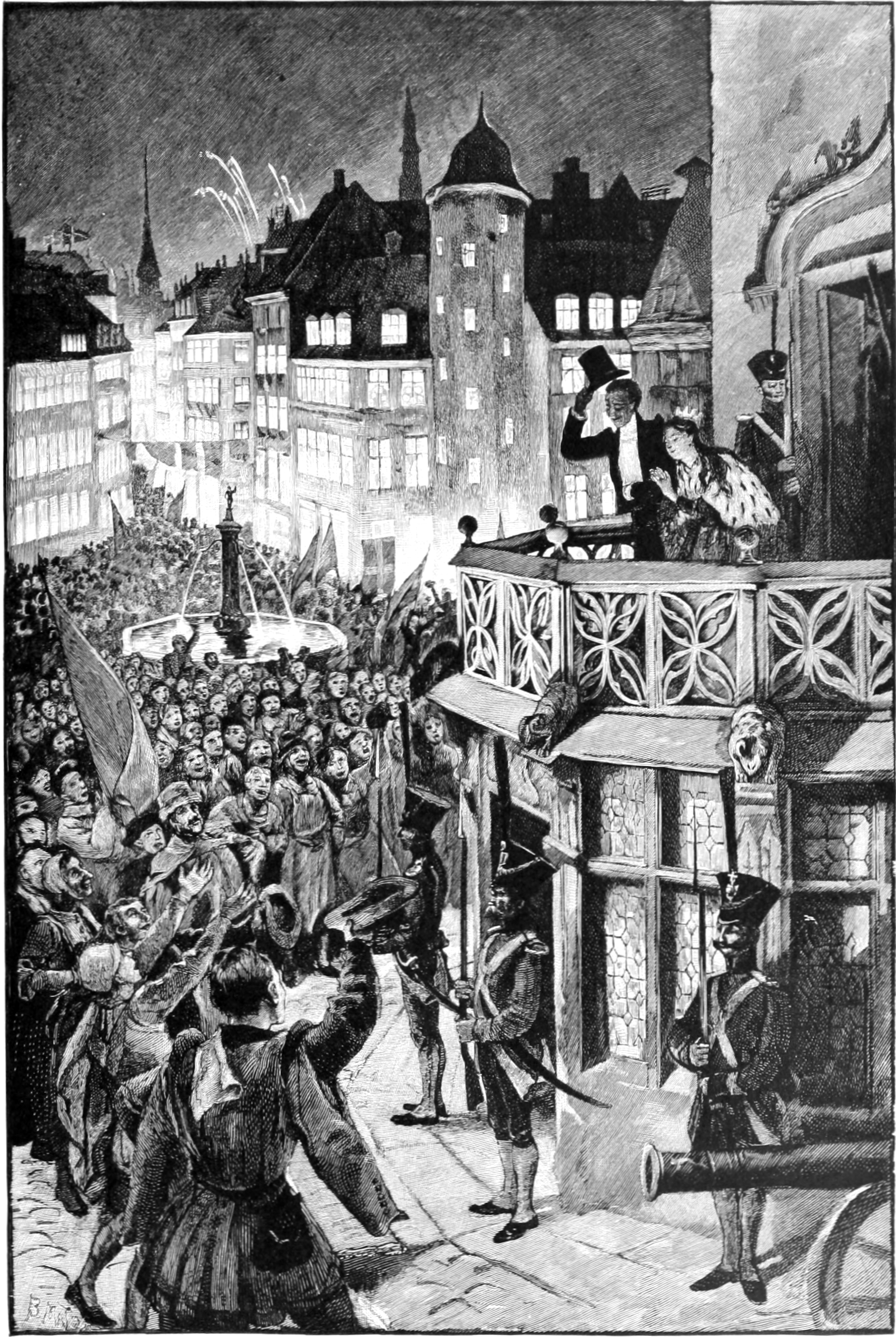